# Luzonichthys
Luzonichthys es un género de peces marinos de la familia Serranidae.

## Especie
Actualmente se reconocen 7 especies:
- Luzonichthys earlei J. E. Randall, 1981
- Luzonichthys microlepis (J. L. B. Smith, 1955)
- Luzonichthys seaver Copus, Ka'apu-Lyons & Pyle, 2015[2]
- Luzonichthys taeniatus J. E. Randall & J. E. McCosker, 1992
- Luzonichthys waitei (Fowler, 1931)
- Luzonichthys whitleyi (J. L. B. Smith, 1955)
- Luzonichthys williamsi J. E. Randall & J. E. McCosker, 1992